# Chartreuse Notre-Dame-des-Prés de Neuville-sous-Montreuil
Pour les articles homonymes, voir Notre-Dame et Chartreuse Notre-Dame (homonymie).
La chartreuse Notre-Dame-des-Prés est un édifice monastique fondé en 1325 pour l'ordre des Chartreux et fermé en 1901 du fait de la loi Waldeck-Rousseau. Elle est située en France, à Neuville-sous-Montreuil, dans le département du Pas-de-Calais.
L'ensemble est inscrit au titre des monuments historiques en 1993 et, en 2016, la chartreuse de Neuville est labellisée Centre culturel de rencontre.

## Localisation
La chartreuse Notre-Dame-des-Prés est sise au 1, allée de La Chartreuse à Neuville-sous-Montreuil. C'est le plus grand monastère chartreux préservé en France avec 2 ha de bâti sur 12 ha de terrain.

## Historique

### Fondation
La chartreuse Notre-Dame-des-Prés est fondée en 1325, soit par Robert III, comte de Boulogne, soit par Robert VI — les sources restent incertaines.

### 465 ans d'Histoire
De 1539 à 1571, la chartreuse subit les attaques des Impériaux. En 1584, les huguenots envahissent et dévastent la chartreuse. Elle se trouve en plein tourment des guerres de Religion.
Le 6 octobre 1767, Benoît-Joseph Labre est refusé après quelques semaines de postulat dans la communauté de la Chartreuse de Notre-Dame-des-Prés de Neuville-sous-Montreuil. Il a été béatifié en 1860 et canonisé le 8 décembre 1881 par le pape Léon XIII.

### Nationalisation puis fermeture de la chartreuse
Le 11 décembre 1790 à la suite de la Révolution, les biens de l'Église sont nationalisés et mis en adjudication. La ferme nommée La Parthe, à Bazinghen, appartenant aux chartreux et estimée à 70 800 francs est adjugée à ce prix. Après une nouvelle destruction causée par la guerre franco-allemande de 1870, l'architecte hesdinois Clovis Normand entreprend la reconstruction en s'appuyant sur la structure initiale du site : les travaux s'étalent de 1872 à 1875.
Les chartreux, durant cette période faste, ont une activité intense d'imprimerie et un fonds important de bibliothèque est constitué. En 1901, à cause de la loi sur les associations du 1er juillet 1901, plus connue sous le nom de loi Waldeck-Rousseau qui entraîne la fermeture de monastères en France, les chartreux sont expulsés. Ils s'exilent en Angleterre à la chartreuse de Parkminster (placée sous le vocable de saint Hugues de Lincoln et fondée en 1873), située dans le Sussex. Ils emportent leur bibliothèque et ils s'y trouvent toujours. L'imprimerie est entreposée chez les camilliens de Tournai,.

### Reconversions de l'édifice religieux
Vers 1905, Victor Morel, député-maire de Campagne-lès-Hesdin transforme la chartreuse en un hospice, un sanatorium puis un hôpital avec un phalanstère, ouvert aux artistes et destiné aux ouvriers et employés. Son ami Jules Rais fonde avec quelques amis écrivains le comité de la Clairière qui se réunit la première fois le 9 avril 1908 sous la présidence de Jules Renard. Les activités artistiques cessent en 1912.
Lors de la Première Guerre mondiale, environ 5 000 civils belges fuyant leur pays à cause des combats, se réfugient à la chartreuse de Neuville où ils séjournent de mars 1915 à avril 1919. À cette époque, le typhus et la grippe espagnole sévissent, la chartreuse devient un hôpital civil belge avec près de 700 lits, et 599 personnes (587 civils et 12 soldats) y meurent. Elles sont inhumées dans une pâture privée. Même si, au début, les tombes étaient matérialisées et l'entrée du lieu marquée d'une croix, les traces de la nécropole disparaissent et ce lieu de mémoire tombe dans l'oubli dans les années 1950 et 1960. Au début 2014, l'Histoire du cimetière belge de la Première Guerre mondiale se réveille.
La chartreuse fonctionne en tant qu'hôpital jusqu'en 1997.
En 2000, les sœurs de Bethléem l'achètent pour 3,5 millions de francs. La vente est annulée à cause de la mérule pleureuse qui attaque la charpente.
En 2016, la chartreuse de Neuville est labellisée Centre culturel de rencontre,.
En 2017, commence le grand chantier de la restauration de la chartreuse dont l'achèvement est prévu en 2026.

## Association de la Chartreuse
Une société anonyme (SA), formée par l'architecte François Pin et l'entrepreneur Maxime Rinaldi avec sept autres investisseurs privés, fait l'acquisition de la chartreuse en 2008, l'association de la Chartreuse de Neuville est créée la même année avec pour premier président, Yves Ducrocq, ancien président directeur général de Conté. L'association détient 51 % de l'ensemble et les propriétaires privés 49 % et qui rétrocèderont leurs parts à terme.
Le 15 août 2011, dans le cadre des Rencontres Musicales, la chartreuse de Neuville accueille l'Atelier Così fan tutte. Les plus belles pages de l’opéra de Mozart sont mises en scène par Sir Jonathan Miller (en). Parrainés par la Fondation Royaumont, les deux actes du célèbre « dramma giocoso » sont chantés par un ensemble de six jeunes interprètes, sélectionnés parmi quatre-vingts candidats issus des quatre coins de l’Europe.
Depuis 2024, Alain Denizot, ancien directeur régional de la Caisse d’épargne, assure la présidence du conseil d’administration de l’association de la chartreuse composé de 22 membres issus des secteurs privés, publics et de la société civile.Il succède à Jean-Paul Delevoye en place depuis 2017, qui, lui-même a succédé à Hervé Knecht,,.
L'association ouvre les portes de la chartreuse pour : les visites touristiques (15 % de ses revenus), les conférences, les séminaires de réflexion, les animations culturelles, les chantiers d'insertion pour les jeunes en formation ainsi que des séjours de répit pour des aidants familiaux. Alexia Noyon, directrice de l'association, annonce que d'autres projets, comme un hôtel, sont à l'étude mais pour cela l'association doit détenir 100 % du domaine.

## Restauration de la chartreuse
La chartreuse est innocupée depuis 20 ans, les bâtiments sont très dégradés et sont attaqués par la mérule pleureuse. En 2016, l'association de la chartreuse lance un projet de restauration de l'ensemble des bâtiments pour un coût total de 42 millions d'euros. Après celui de Notre-Dame de Paris, c'est le deuxième plus gros chantier monument historique de France : 380 000 ardoises sont à reposer sur les toits, 165 m3 de charpentes sont à remplacer ainsi que 350 tonnes de pierres à changer, etc. Ce chantier se déroule en trois tranches : la première, qui concerne le clos couvert, s'achève en 2023, la deuxième concerne le traitement des parquets et solives contre la mérule et la troisième l’aménagement intérieur. l'achèvement des travaux de rénovation est prévu pour mi-2026,,.

## Architecture
L'ancienne chartreuse est inscrite au titre des monuments historiques en 1993.

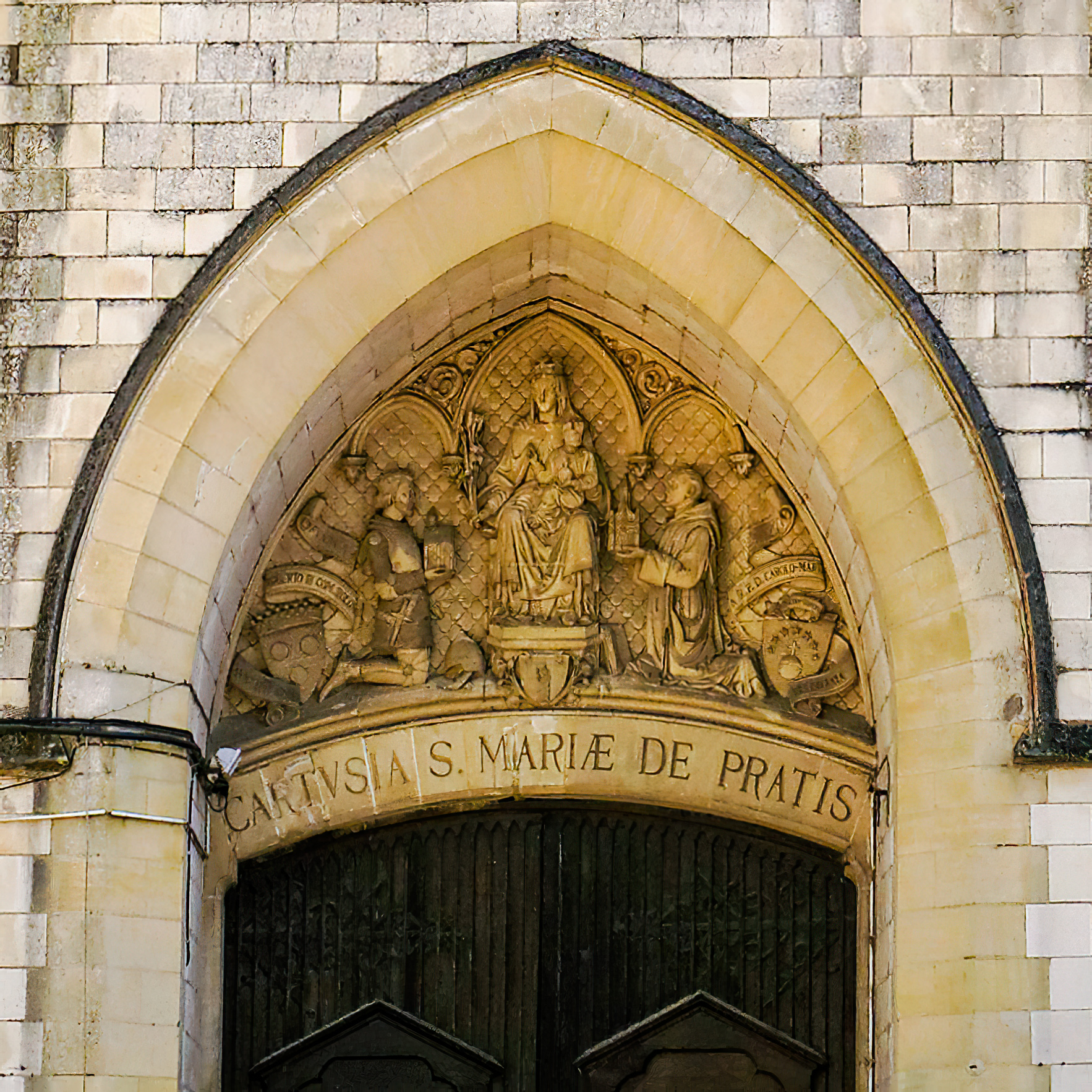
Le tympan du portail d'entrée.
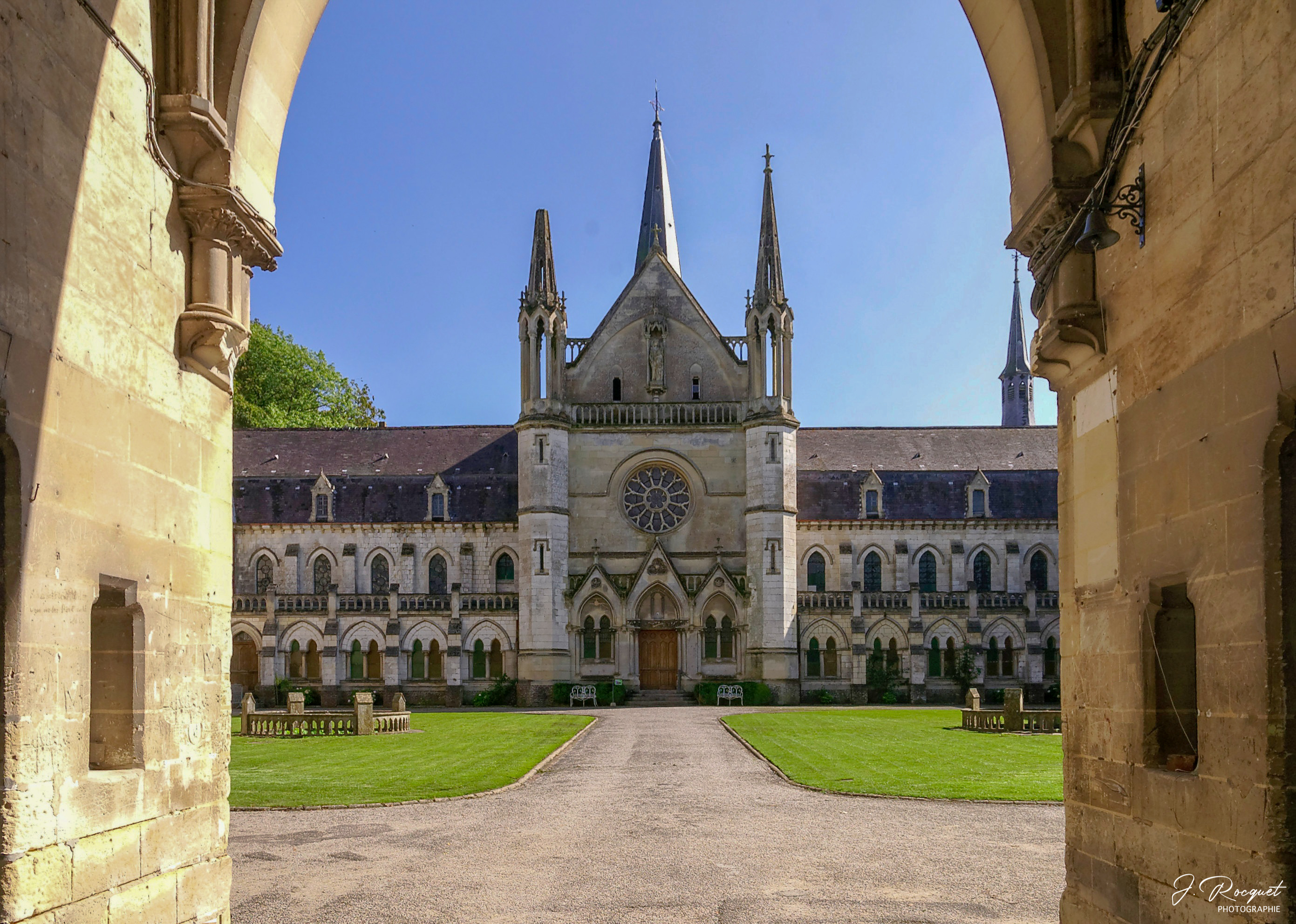
La cour vue du porche d'entrée.
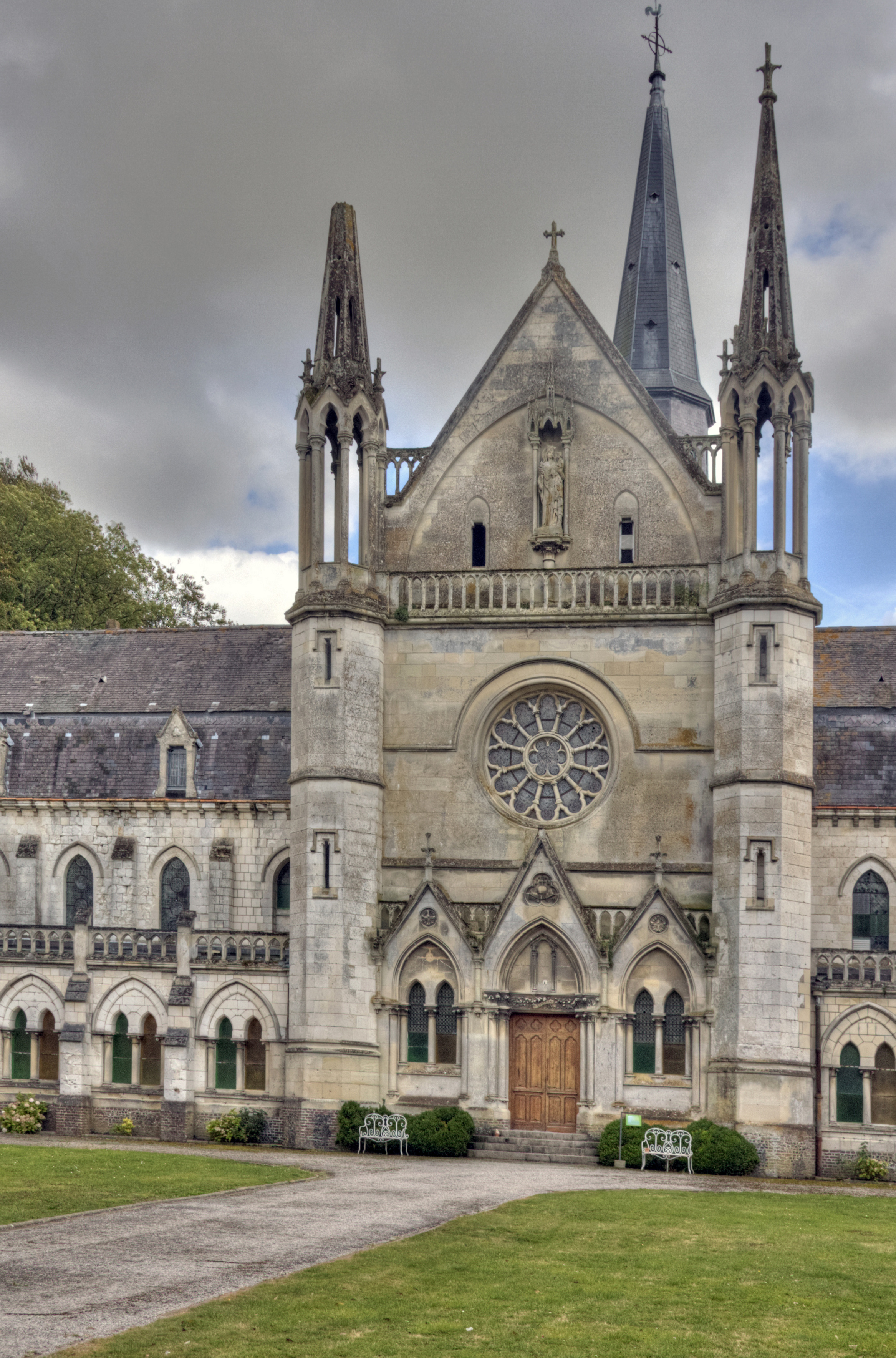
La cour d'honneur.
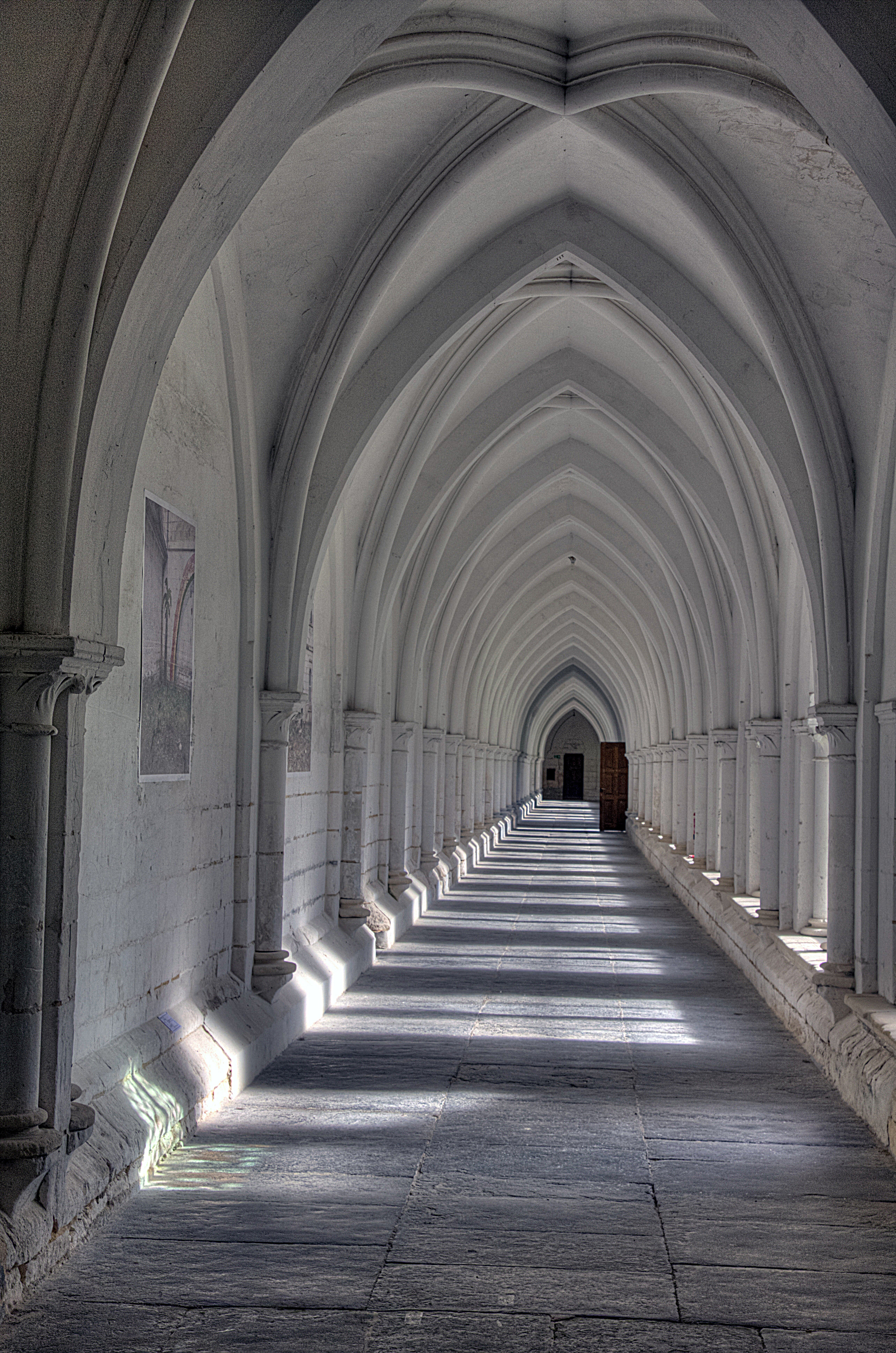
Le cloître.
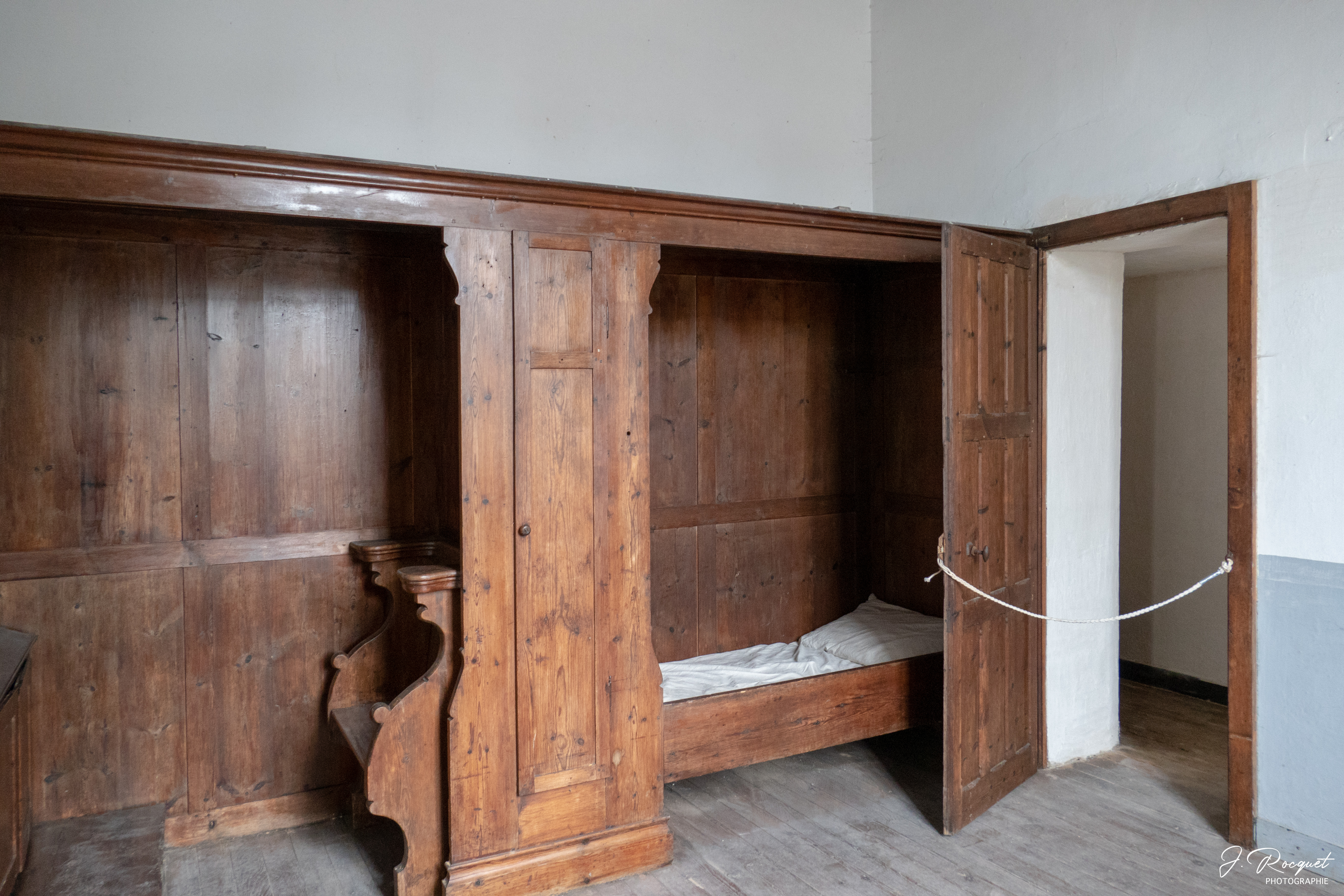
Une des cellules d'un Chartreux.
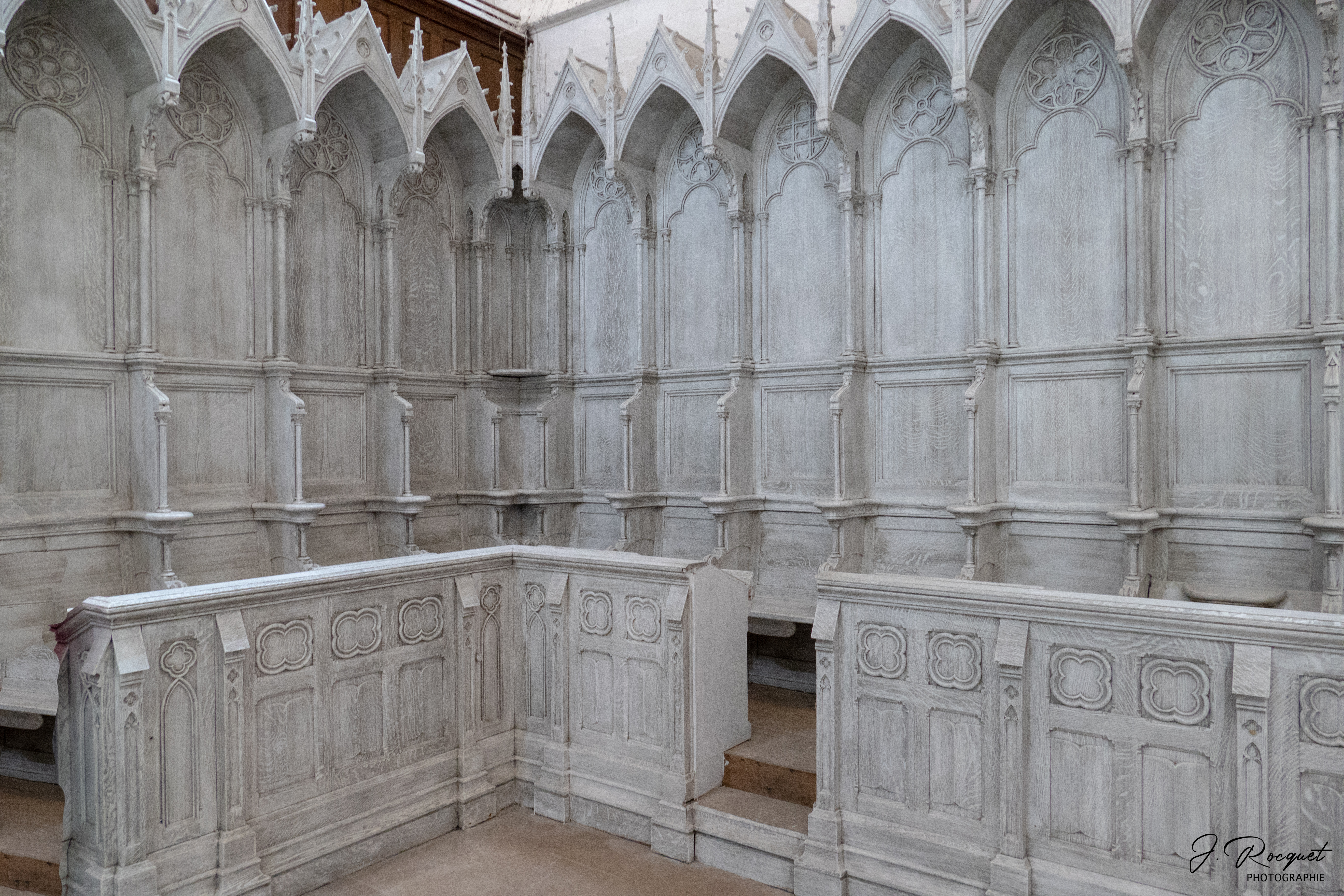
Stalles dans l'abbaye (Partie réservée de l'église).

À proximité du portail d'entrée, un panneau d'information décrit le tympan photographié ci-dessus, en voici le texte (non signé) qui y figure : 

« Ce tympan représente l'histoire de la construction des deux Chartreuses.
Au centre, la Vierge à qui est dédié le monastère - Cartusia Sancta Mariae De Pratis - tenant sur ses genoux l'enfant Jésus.
A gauche, le Comte Robert III de Boulogne, qui finança la première construction de 1324.
A droite, le Révérend Dom Charles-Marie Saisson, Prieur général de l'ordre des Chartreux, présente en offrande le deuxième monastère reconstruit en 1870 après les dégâts de la révolution… »

## Cimetière belge
Au début 2014, l'Histoire du cimetière belge de la Première Guerre mondiale se réveille : Annick Lefranc, ancienne guide à la chartreuse, Daniel Bourdelle, maire de Neuville, et Roger Benauwt, guide originaire de Roesbrugge en Belgique, déposent des fleurs devant la nécropole à l'abandon et commencent leurs recherches. En 2015, un panneau, indiquant la direction de la nécropole, est posé à l’entrée de la rue de Vide-Champ(50° 28′ 29″ N, 1° 46′ 46″ E), le  cimetière, ou plus exactement la pâture privée, se trouvant une peu plus haut sur la droite(50° 28′ 33″ N, 1° 46′ 56″ E). En 2019, une plaque commémorative est posée reprenant les 599 noms et le 11 juin 2022, se déroule l'inauguration du lieu, transformé en jardin du souvenir, situé à l'entrée de l'allée menant à la chartreuse, derrière une chapelle(50° 28′ 26″ N, 1° 46′ 59″ E), une nouvelle plaque étant posée en présence de Francois de Kerchove d'Exærde, ambassadeur de Belgique en France,,.
En 2024, est retrouvé dans les archives communales de Neuville-sous-Montreuil, la liste de toutes les personnes inhumées, leur nom, leur âge, la date de leur décès, la commune d’où ils sont originaires, ainsi que le plan du cimetière avec l’emplacement de chaque tombe. Ces documents sont remis, par le maire de Neuville-sous-Montreuil, le 3 décembre 2024 au représentant des archives nationales belges, qui va pouvoir essayer de retrouver des descendants de ces 605 citoyens belges inhumés dans cette pâture aujourd'hui privé. 

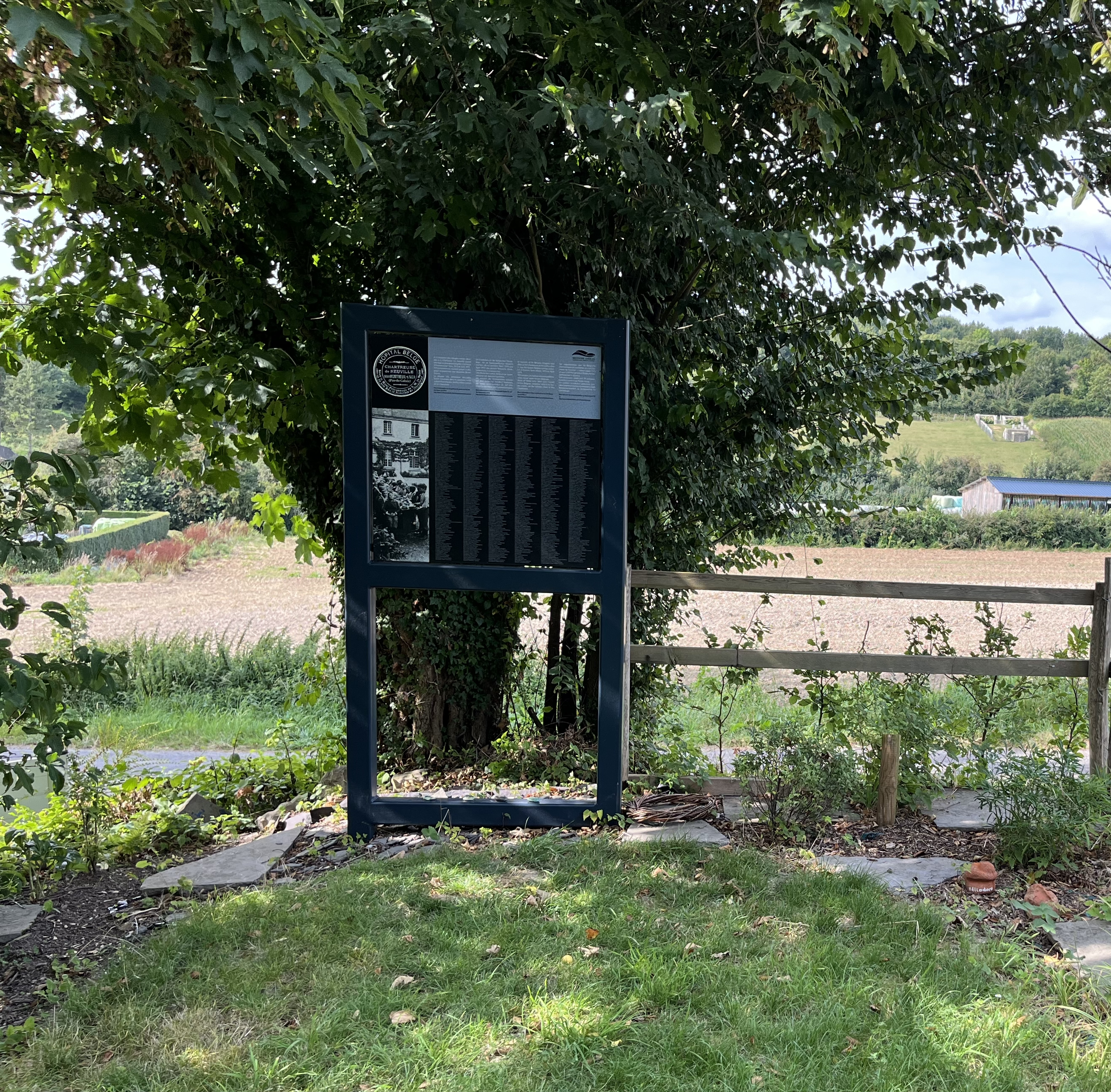
Le jardin du souvenir du cimetière belge.
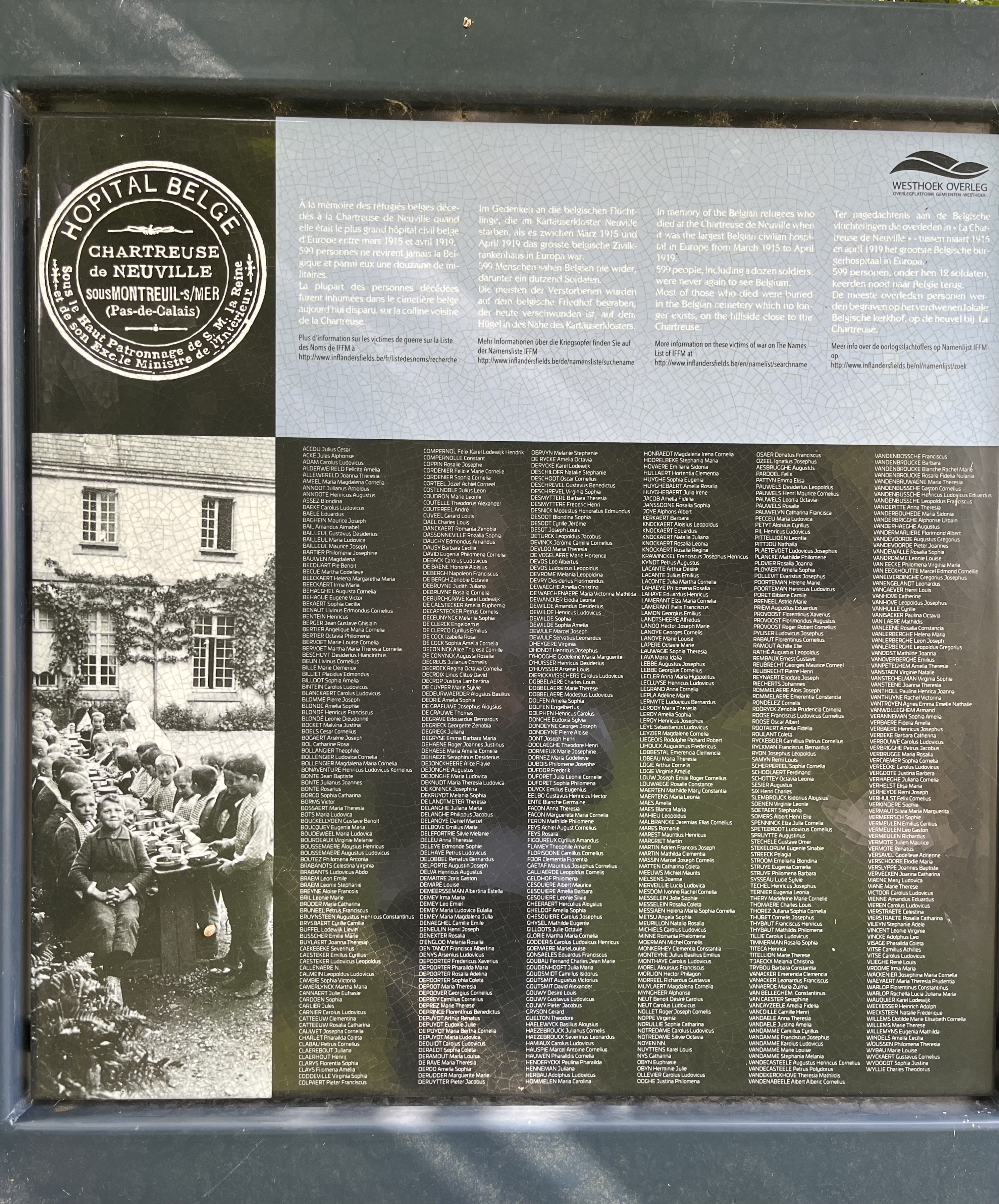
La plaque commémorative et la liste des noms.
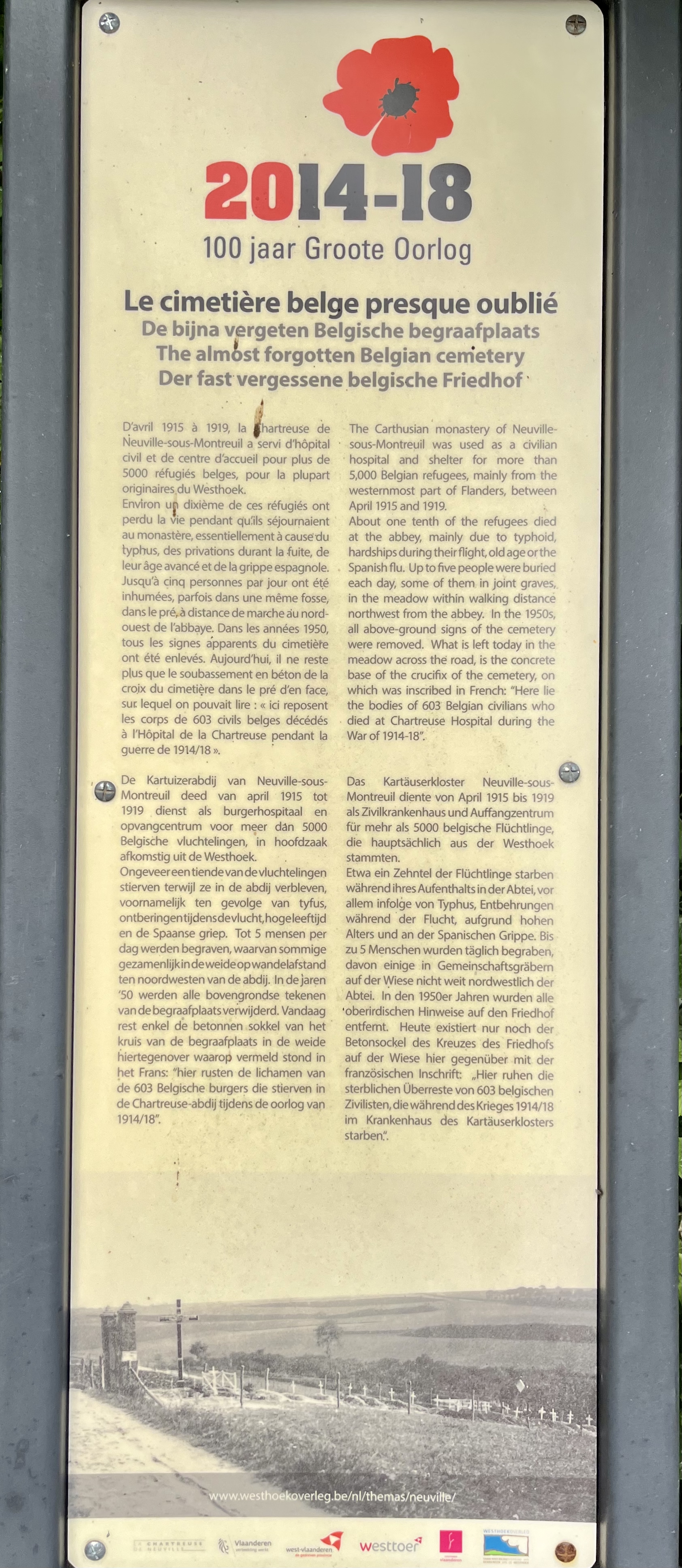
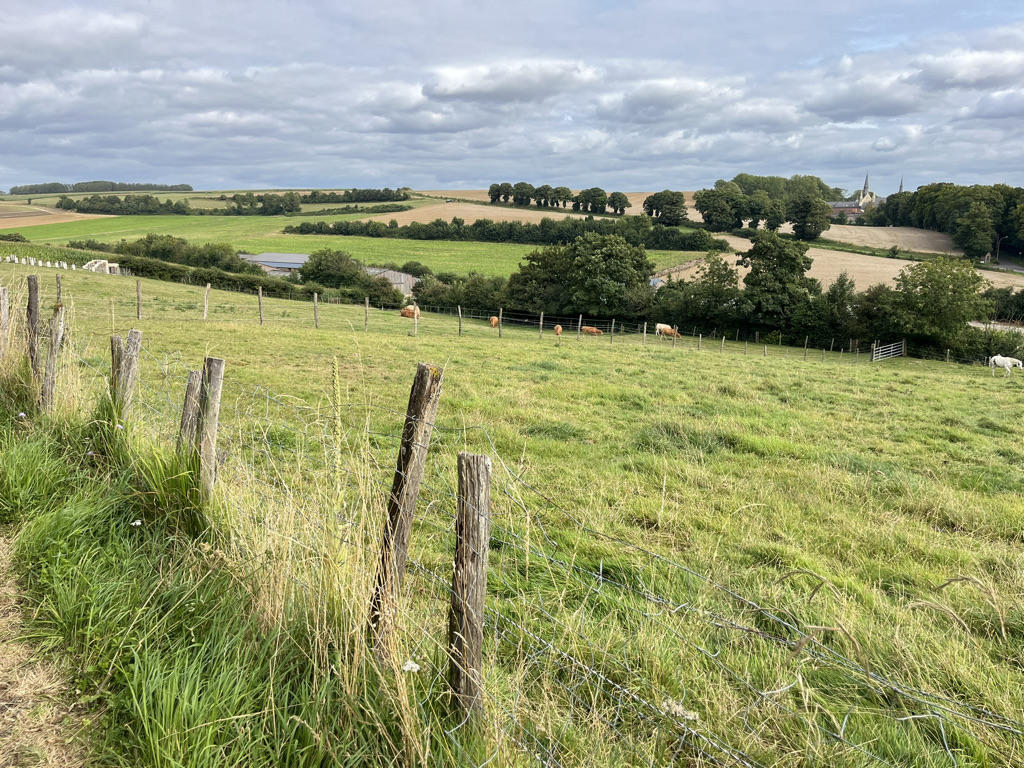
La pâture où se trouvent les sépultures.

## Cimetière des indigents

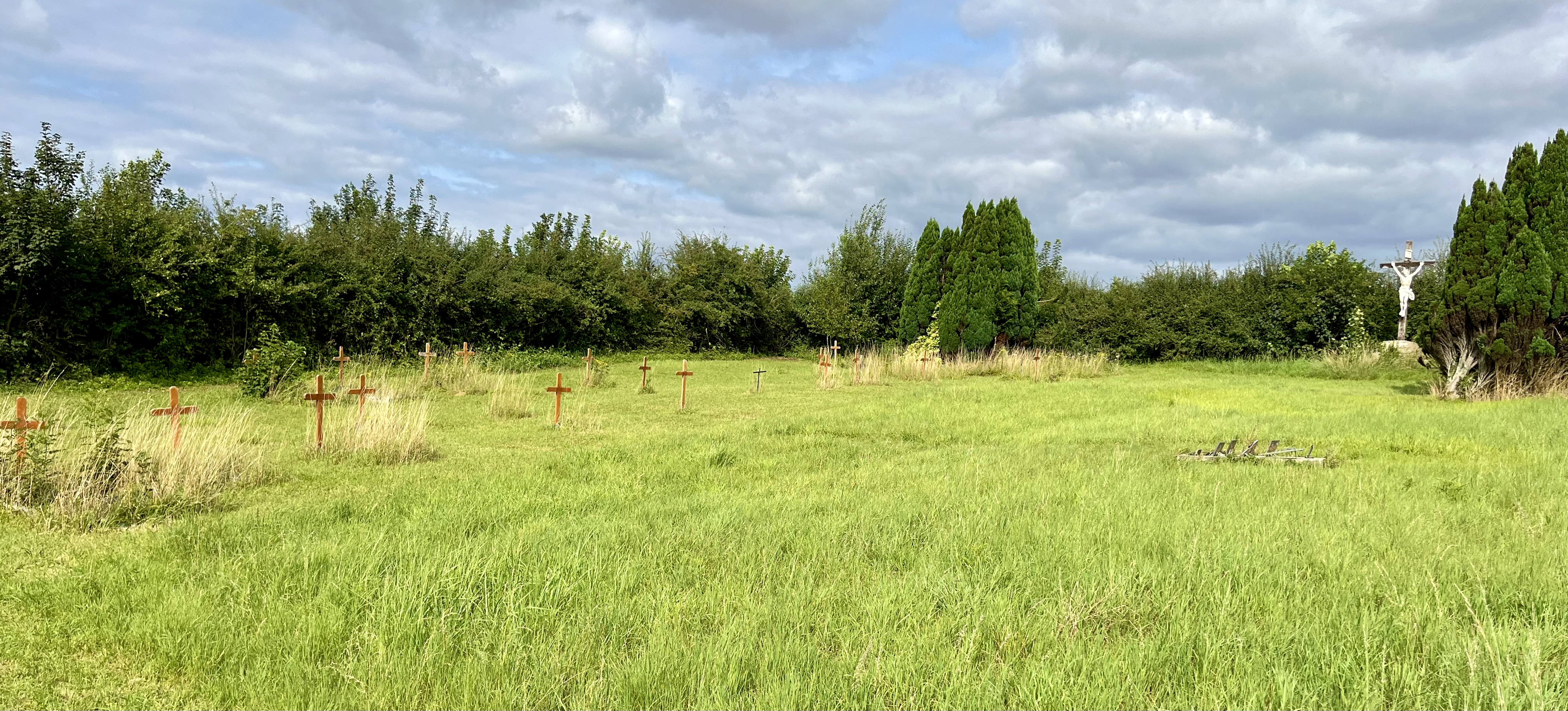
Le cimetière des indigents.

Entre 1950 et 1995, c'est dans un cimetière proche de l'édifice religieux que sont inhumés les pensionnaires de l'hospice. Ce cimetière est à l’abandon depuis 1995. En 2023, des bénévoles et la municipalité de Neuville-sous-Montreuil entreprennent la restauration de ce cimetière et se mettent en quête de l'identité des personnes inhumées sachant qu'elles n'ont pas été pas enregistrées à l'état civil de la mairie.